# Christophe Quet
Christophe Quet (* 13. März 1969 in Nîmes) ist ein französischer Comiczeichner.

## Leben
Quet wurde 1969 in Nîmes geboren. Er studierte zunächst Innenarchitektur, wechselte dann in einen Studiengang für Kino und Audiovisuelle Medien an der Universität Montpellier. Nach kurzer Zeit verließ er die Universität jedoch ohne Abschluss. Während seiner Zeit als Kriegsdienstverweigerer, die er bei einem Pfadfinderverband verbrachte, zeichnete er erste Comics für Jugendliche. Durch Arbeiten für das Magazin Casus Belli wurden Olivier Vatine und Fred Blanchard vom Verlag Delcourt auf ihn aufmerksam. Bald darauf bekam er seine erste Chance und begann Ende der 90er-Jahre mit Fred Duval die Science-Fiction-Serie Travis. Seit 2004 schreibt er zudem das Storyboard für die Steampunk-Serie Hauteville House.

## Werke
- seit 1997: Travis, mit Fred Duval, vierzehn Bände, auf Deutsch bei Bunte Dimensionen erschienen
- seit 2004: Hauteville House, mit Thierry Gioux und Fred Duval, siebzehn Bände, auf Deutsch bei Finix Comics erschienen
- 2010: Le casse, mit Fred Duval, ein Band
- 2013 – 2014: Wendy, mit Fred Duval, zwei Bände